# Гровер-Гілл (Огайо)
Гровер-Гілл (англ. Grover Hill) — селище (англ. village) в США, в окрузі Полдінґ штату Огайо. Населення — 382 особи (2020).

## Географія
Гровер-Гілл розташований за координатами 41°1′8″ пн. ш. 84°28′39″ зх. д. / 41.01889° пн. ш. 84.47750° зх. д. (41.018952, -84.477621).  За даними Бюро перепису населення США в 2010 році селище мало площу 0,71 км², уся площа — суходіл.

## Демографія
Згідно з переписом 2010 року, у селищі мешкали 402 особи в 159 домогосподарствах у складі 110 родин. Густота населення становила 564 особи/км².  Було 183 помешкання (257/км²).
Расовий склад населення:
| - 98,5 % — білих - 0,2 % — чорних або афроамериканців |

До двох чи більше рас належало 1,2 %. Частка іспаномовних становила 1,0 % від усіх жителів.
За віковим діапазоном населення розподілялося таким чином: 28,6 % — особи молодші 18 років, 56,5 % — особи у віці 18—64 років, 14,9 % — особи у віці 65 років та старші. Медіана віку мешканця становила 37,1 року. На 100 осіб жіночої статі у селищі припадало 104,1 чоловіків;  на 100 жінок у віці від 18 років та старших — 102,1 чоловіків також старших 18 років.
Середній дохід на одне домашнє господарство  становив 45 212 долари США (медіана — 40 469), а середній дохід на одну сім'ю — 50 609 доларів (медіана — 46 667). За межею бідності перебувало 12,8 % осіб, у тому числі 12,9 % дітей у віці до 18 років та 12,0 % осіб у віці 65 років та старших.
Цивільне працевлаштоване населення становило 162 особи. Основні галузі зайнятості: виробництво — 30,9 %, роздрібна торгівля — 12,3 %, мистецтво, розваги та відпочинок — 12,3 %.